# Laboulbenia fasciculata
Laboulbenia fasciculata är en svampart som beskrevs av Peyr. 1873. Laboulbenia fasciculata ingår i släktet Laboulbenia och familjen Laboulbeniaceae.  Arten är reproducerande i Sverige. Inga underarter finns listade i Catalogue of Life.